# Orrtjärnen (Älvros socken, Härjedalen)
Orrtjärnen är en sjö i Härjedalens kommun i Härjedalen och ingår i Ljusnans huvudavrinningsområde.